# Cryptocephalus brancuccii
Cryptocephalus brancuccii – gatunek chrząszcza z rodziny stonkowatych i podrodziny Cryptocephalinae.
Gatunek ten został opisany w 1984 roku przez Igora Łopatina.
Chrząszcz wykazany z Nepalu oraz z indyjskiego stanu Uttar Pradesh.